# (34825) 2001 SR161
2001 SR161 (asteroide 34825) é um asteroide da cintura principal. Possui uma excentricidade de 0.02997020 e uma inclinação de 8.49638º.
Este asteroide foi descoberto no dia 17 de setembro de 2001 por LINEAR em Socorro.